# Campeonato Paraibano de Futebol de 2022 - Primeira Divisão
A Primeira Divisão do Campeonato Paraibano de Futebol de 2022, por questões de patrocínio chamado Campeonato Paraibano Pixbet 2022 foi a 112.ª edição da principal divisão do futebol na Paraíba. A disputa foi organizada pela Federação Paraibana de Futebol (FPF) e disputada por 10 (dez) clubes inicialmente entre os dias 3 de fevereiro e 21 de Maio de 2022. O grande destaque ficou com a excelente campanha do time do Campinense que, em 12 jogos, obteve 10 vitórias e 2 empates, conquistando o título paraibano de forma convincente e invicta, pela primeira vez em sua história.

## Regulamento
O certame será disputado em três fases: primeira fase (fase classificatória), repescagem (segunda fase) e terceira fase (fase final). Na primeira fase, os cinco clubes de cada grupo se enfrentarão entre si, no sistema de todos contra todos, em turno e returno; ou seja, a cada rodada, serão dois jogos e um time folgará, ao fim da primeira fase, o primeiro colocado de cada grupo estará diretamente nas semifinais, o segundo e o terceiro de cada chave se enfrentarão numa espécie de repescagem, e o último colocado de cada grupo estará rebaixado para a 2ª divisão de 2023. A repescagem será disputada em jogo único, com o seguinte cruzamento: 2º do A x 3º do B e 3º do A x 2º do B; as partidas terão mando de campo dos segundos colocados e, em caso de empate, haverá prorrogação e, se necessário, pênaltis. as semifinais e a final serão disputadas em jogos de ida e volta e, em caso de igualdade no somatórios das duas partidas, a disputa irá direto para as penalidades máximas, sem prorrogação. haverá disputa pela terceira colocação, entre os derrotados nas semifinais e nos mesmos moldes da repescagem: jogo único e, em caso de empate, prorrogação e, se necessário, pênaltis.
Os clubes campeão e vice-campeão terão vagas asseguradas na Série D do Campeonato Brasileiro de 2023, exceto se já estiverem garantidos em uma das quatro divisões nacionais do Campeonato Brasileiro. Nesse caso, a vaga no Brasileiro da Série D passará para a equipe melhor posicionada na classificação final do Campeonato e assim, sucessivamente, se o impasse persistir. Os clubes campeão e vice-campeão terão vagas asseguradas na Copa do Brasil de 2023, exceto se já obtido a vaga via outros certames. O clube campeão também terá vaga assegurada na Copa do Nordeste de 2023.

### Critérios de desempate
| Na fase de pontos corridos, em caso de igualdade na pontuação, são critérios de desempate: 1. Mais vitórias 2. Melhor saldo de gols 3. Mais gols pró 4. Menos cartões vermelhos 5. Menos cartões amarelos 6. Sorteio | Em caso de igualdade de pontos nos duelos da repescagem, semis-finais, final e disputa do 3º lugar são critérios de desempate: 1. Melhor saldo de gols no confronto 2. Prorrogação (repescagem e disputa do 3º lugar) 3. Cobrança de pênaltis |

## Equipes participantes

### Promovidos e rebaixados
| Pos. | Rebaixados da Primeira Divisão 2021 |
| ---- | ----------------------------------- |
| 8º   | Perilima                            |

| Pos. | Promovido da Segunda Divisão 2021 |
| ---- | --------------------------------- |
| 1º   | CSP                               |
| 2º   | Sport-PB                          |
| 3º   | Auto Esporte-PB                   |

### Informações das equipes
| Aumento | Equipe promovida da Segunda Divisão 2021 |

## Primeira fase

### Grupo A
| Pos | Equipe                | Pts | J | V | E | D | GP | GC | SG  | Classificação ou descenso         |
| --- | --------------------- | --- | - | - | - | - | -- | -- | --- | --------------------------------- |
| 1   | Botafogo-PB           | 17  | 8 | 5 | 2 | 1 | 17 | 5  | +12 | Classificado à semifinal          |
| 2   | Sousa                 | 17  | 8 | 5 | 2 | 1 | 13 | 3  | +10 | Classificados às quartas de final |
| 3   | São Paulo Crystal     | 10  | 8 | 2 | 4 | 2 | 7  | 9  | −2  | Classificados às quartas de final |
| 4   | Auto Esporte-PB       | 8   | 8 | 2 | 2 | 4 | 5  | 12 | −7  |                                   |
| 5   | Atlético Cajazeirense | 2   | 8 | 0 | 2 | 6 | 2  | 15 | −13 | Rebaixado à Segunda Divisão       |

### Resultados
| Quinta-feira, 3 de Fevereiro | Atlético Cajazeirense | 0 – 1 | Botafogo-PB          | Cajazeiras                                      |  |
| 20:15                        |                       |       | 21' Gustavo Coutinho | Estádio: Perpetão Árbitro: Bruno Monteiro Cunha |  |

| Sábado, 5 de Fevereiro | Auto Esporte-PB | 0 – 3 | Sousa                                                     | João Pessoa                                        |  |
| 16:00                  |                 |       | 01' Jó Boy · 37' (Pênalti) Daniel Costa · 54' Esquerdinha | Estádio: Almeidão Árbitro: Tiago Ramos de Oliveira |  |

| Quarta-feira, 9 de Fevereiro | Botafogo-PB          | 1 – 1 | São Paulo Crystal  | João Pessoa                             |  |
| 20:15                        | Gustavo Coutinho 66' |       | 02' Renan Henrique | Estádio: Almeidão Árbitro: Wagner Reway |  |

| Quarta-feira, 9 de Fevereiro | Atlético Cajazeirense | 0 – 1 | Auto Esporte-PB | Cajazeiras                                           |  |
| 20:15                        |                       |       | 72' Vinícius    | Estádio: Perpetão Árbitro: Josemarques Domingos Lins |  |

| Domingo, 03 de abril | Sousa                 | 2 – 1 | Botafogo-PB     | Sousa            |  |
| 16:00                | Arthur 05' · Doda 80' |       | Esquerdinha 32' | Estádio: Marizão |  |

| Domingo, 13 de Fevereiro | São Paulo Crystal         | 2 – 1 | Atlético Cajazeirense     | Cruz do Espírito Santo                                                            |  |
| 16:00                    | Anselmo 18' (Pênalti) 73' |       | Tata Baiano 88' (Pênalti) | Estádio: Carneirão Público: 112 Renda: R$ R$ 660 Árbitro: Romário Medeiros Soares |  |

| Quinta-Feira, 17 de Fevereiro | Auto Esporte-PB | 0 – 1 | São Paulo Crystal    | João Pessoa                                            |  |
| 20:15                         |                 |       | 41' Ansemo (Pênalti) | Estádio: Almeidão Árbitro: José Ferreira de Sousa Neto |  |

| Domingo, 13 de Março | Atlético Cajazeirense | 0 – 2 | Sousa                      | Cajazeiras        |  |
| 16:00                |                       |       | Iranilson 68' · Arthur 75' | Estádio: Perpetão |  |

| Sábado, 12 de Março | Botafogo-PB  | 1 – 0 | Auto Esporte-PB | João Pessoa       |  |
| 16:00               | Bruno Ré 61' |       |                 | Estádio: Almeidão |  |

| Terça-Feira, 22 de Fevereiro | São Paulo Crystal | 0 – 0 | Sousa | Cruz do Espírito Santo                                                                  |  |
| 20:15                        |                   |       |       | Estádio: Carneirão Público: 188 Renda: R$ R$ 2,350 Árbitro: Diego Roberto Souza de Melo |  |

| Quarta-feira, 9 de Março | Auto Esporte-PB          | 2 – 2 | Botafogo-PB      | João Pessoa                                        |  |
| 20:15                    | Júlio 57' · Vinicius 62' |       | Leílson 90', 94' | Estádio: Almeidão Árbitro: Tiago Ramos de Oliveira |  |

| Quarta-feira, 9 de Março | Sousa                  | 2 – 1 | São Paulo Crystal | Sousa                                                  |  |
| 19:30                    | Nunes 31' · Arthur 72' |       | Vitor 94'         | Estádio: Marizão Árbitro: Afro Rocha de Carvalho Filho |  |

| Quarta-feira, 16 de Março | Sousa | 0 – 0 | Atlético Cajazeirense | Sousa            |  |
| 20:15                     |       |       |                       | Estádio: Marizão |  |

| Quinta-feira, 24 de Março | São Paulo Crystal | 1 – 1 | Auto Esporte-PB | Cruz do Espírito Santo |  |
| 20:15                     | Maílson 03'       |       | Igor Lins 44'   | Estádio: Carneirão     |  |

| Domingo, 6 de Março | Atlético Cajazeirense | 1 – 1 | São Paulo Crystal  | Cajazeiras                                  |  |
| 16:00               | Tata Baiano 32'       |       | Renam Henrique 66' | Estádio: Perpetão Árbitro: Ruthyanna Camila |  |

| Domingo, 27 de Março | Botafogo-PB       | 1 – 0 | Sousa | João Pessoa       |  |
| 16:00                | Gabriel Yanno 70' |       |       | Estádio: Almeidão |  |

| Quinta-Feira, 31 de Março | São Paulo Crystal | 0 – 3 | Botafogo-PB                                 | Cruz do Espírito Santo |  |
| 20:15                     |                   |       | Gustavo Coutinho 41', 67' · Gabriel Piu 85' | Estádio: Carneirão     |  |

| Segunda-Feira, 28 de Março | Auto Esporte-PB | 1 – 0 | Atlético Cajazeirense | João Pessoa       |  |
| 20:15                      | Vinicius 52'    |       |                       | Estádio: Almeidão |  |

| Quarta-feira, 6 de Abril | Botafogo-PB                                                                                    | 7 – 0 | Atlético Cajazeirense | João Pessoa       |  |
| 20:15                    | Alessandro 02' · Gustavo Coutinho 09' 44' · Esquerdinha 21' 87' · Erick 62' · Alan Grafite 77' |       |                       | Estádio: Almeidão |  |

| Quarta-feira, 6 de Abril | Sousa                                           | 4 – 0 | Auto Esporte-PB | Sousa            |  |
| 20:15                    | Jó Boy 37' 46' · Maycon Rangel 39' · Arthur 50' |       |                 | Estádio: Marizão |  |

### Grupo B
| Pos | Equipe            | Pts | J | V | E | D | GP | GC | SG  | Classificação ou descenso         |
| --- | ----------------- | --- | - | - | - | - | -- | -- | --- | --------------------------------- |
| 1   | Campinense        | 22  | 8 | 7 | 1 | 0 | 21 | 4  | +17 | Classificado à semifinal          |
| 2   | Nacional de Patos | 13  | 8 | 4 | 1 | 3 | 20 | 15 | +5  | Classificados às quartas de final |
| 3   | Treze             | 12  | 8 | 3 | 3 | 2 | 17 | 8  | +9  | Classificados às quartas de final |
| 4   | CSP               | 7   | 8 | 2 | 1 | 5 | 16 | 17 | −1  |                                   |
| 5   | Sport-PB          | 3   | 8 | 1 | 0 | 7 | 3  | 33 | −30 | Rebaixado à Segunda Divisão       |

### Resultados
| Quinta-feira, 3 de Fevereiro | Campinense | 3 – 0 (W.O.) | Nacional de Patos | Campina Grande                                        |  |
| 19:00                        |            |              |                   | Estádio: Amigão Árbitro: Afro Rocha de Carvalho Filho |  |

| Sábado, 5 de Fevereiro | Sport-PB | 0 – 5 | Treze                                                                                    | Campina Grande                                 |  |
| 16:00                  |          |       | 10' Carlinhos · 25' 58' Raphael Augusto · 42' (Pênalti) Felipe Augusto · 75' Diego Souza | Estádio: Amigão Árbitro: Douglas Magno de Melo |  |

| Domingo, 6 de Fevereiro | CSP         | 1 – 2 | Campinense     | João Pessoa                                            |  |
|                         | Robinho 14' |       | 18' 57' Olávio | Estádio: Almeidão Árbitro: Diego Roberto de Souza Melo |  |

| Sexta-Feira, 25 de Fevereiro | Nacional de Patos                                                                 | 5 – 0 | Sport-PB | Patos                                                       |  |
| 19:00                        | Romarinho 35' · Pedrão 62' (Pênalti) · Gabriel 70' · Arthurzinho 86' · Felipe 89' |       |          | Estádio: José Cavalcanti Árbitro: Josimarques Domingos Lins |  |

| Sábado, 12 de Fevereiro | Treze                              | 2 – 2 | CSP                           | Campina Grande                        |  |
| 16:00                   | Gilmar Pitbull 37' · Carlinhos 43' |       | 21' Fábio · 90+5' Valdenilson | Estádio: Amigão Árbitro: Wagner Reway |  |

| Terça-feira, 22 de Março | Sport-PB         | 1 – 3 | Campinense                                    | Campina Grande  |  |
| 20:15                    | Luis Eduardo 43' |       | Michel Bennech 39' · Olávio 63' · Emerson 91' | Estádio: Amigão |  |

| Quarta-feira, 16 de Fevereiro | Nacional de Patos                                          | 4 – 2 | CSP                                  | Patos                                                    |  |
| 20:15                         | Pedrão 50' 69' (Pênalti) 70' · Felipe Araújo 82' (Pênalti) |       | 12' Gilmar Pitimbu · 36' Mano Walter | Estádio: José Cavalcanti Árbitro: Afro Rocha de Carvalho |  |

| Domingo, 13 de Março | Campinense | 0 – 0 | Treze | Campina Grande  |  |
| 16:00                |            |       |       | Estádio: Amigão |  |

| Quinta-Feira, 3 de Março | CSP                                               | 4 – 0 | Sport-PB | João Pessoa                                        |  |
| 20:15                    | Gilmar Pitimbu 56' · Júnior Mandacaru 78' 85' 86' |       |          | Estádio: Almeidão Árbitro: Tiago Ramos de Oliveira |  |

| Domingo, 6 de Março | Treze                     | 2 – 2 | Nacional de Patos                 | Campina Grande  |  |
| 16:00               | Carlinhos 48' · Ramon 90' |       | Romarinho 24' · Felipe Araújo 67' | Estádio: Amigão |  |

| Quinta-Feira, 10 de Março | Sport-PB         | 1 – 0 | CSP | Campina Grande                                |  |
| 16:00                     | Felipe Ramos 46' |       |     | Estádio: Amigão Árbitro: Bruno Monteiro Cunha |  |

| Quinta-Feira, 10 de Março | Nacional de Patos | 2 – 0 | Treze | Patos                                                         |  |
| 20:15                     | Pedrão 20', 74'   |       |       | Estádio: José Cavalcanti Árbitro: José Ferreira de Sousa Neto |  |

| Quarta-Feira, 16 de Março | Treze | 0 – 1 | Campinense | Campina Grande  |  |
| 20:15                     |       |       | Olávio 25' | Estádio: Amigão |  |

| Terça-Feira, 15 de Março | CSP                                                     | 4 – 2 | Nacional de Patos    | João Pessoa       |  |
| 20:15                    | Emersonn 03' · Mano Walter 47' · Kiko 46' · Betinho 57' |       | Du 46' · Clayton 95' | Estádio: Almeidão |  |

| Sexta-Feira, 25 de Março | Campinense                                     | 5 – 0 | Sport-PB | Campina Grande  |  |
| 20:15                    | Dione 40', 85' · Olávio 46', 61' · Cláudio 58' |       |          | Estádio: Amigão |  |

| Sábado, 26 de Março | CSP         | 1 – 2 | Treze                           | João Pessoa       |  |
| 16:00               | Giovani 83' |       | Carlinhos 20' · Diego Souza 78' | Estádio: Almeidão |  |

| Quarta-Feira, 30 de Março | Campinense                       | 4 – 2 | CSP                                       | Campina Grande  |  |
| 20:15                     | Dione 32' · Olávio 35', 59', 73' |       | Geovany Soares 41' · Junior Mandacaru 45' | Estádio: Amigão |  |

| Terça-Feira, 29 de Março | Sport-PB   | 1 – 5 | Nacional de Patos                                                    | Campina Grande  |  |
| 20:15                    | Brendo 46' |       | Pedrão 31' · Romarinho 44' · Leandrinho 69' · Dindê 77' · Maycon 85' | Estádio: Amigão |  |

| Sábado, 2 de Abril | Nacional de Patos | 0 – 3 | Campinense                                       | Patos                    |  |
| 16:00              |                   |       | Cláudio 49' · Hugo Freitas 87' · Pedro Vitor 92' | Estádio: José Cavalcanti |  |

| Sábado, 2 de Abril | Treze                                                                                 | 6 – 0 | Sport-PB | Campina Grande  |  |
| 16:00              | Everton Kanela 42', 53' · Állefe 45' · Carlinhos 47' · Diego Souza 60' · Jeffinho 68' |       |          | Estádio: Amigão |  |

## Fase final
Em itálico, as equipes que possuem o mando de campo no primeiro jogo do confronto e em negrito as equipes classificadas.
|  | Quartas de Final | Quartas de Final  | Quartas de Final |  |  | Semifinais | Semifinais        | Semifinais | Semifinais | Semifinais |  |  | Final | Final       | Final | Final | Final |
|  |                  |                   |                  |  |  |            |                   |            |            |            |  |  |       |             |       |       |       |
|  |                  |                   |                  |  |  | 1ºA        | Botafogo-PB       | 1          | 3          | 4          |  |  |       |             |       |       |       |
|  | 2ºB              | Nacional de Patos | 4                |  |  |            | Nacional de Patos | 3          | 0          | 3          |  |  |       |             |       |       |       |
|  | 3ºA              | São Paulo Crystal | 0                |  |  |            |                   |            |            |            |  |  |       | Botafogo-PB | 1     | 0     | 1     |
|  |                  |                   |                  |  |  |            |                   |            |            |            |  |  |       | Campinense  | 2     | 1     | 3     |
|  |                  |                   |                  |  |  | 1ºB        | Campinense        | 1          | 1          | 2          |  |  |       |             |       |       |       |
|  | 2ºA              | Sousa (pro)       | 1                |  |  |            | Sousa             | 0          | 1          | 1          |  |  |       |             |       |       |       |
|  | 3ºB              | Treze             | 0                |  |  |            |                   |            |            |            |  |  |       |             |       |       |       |

### Resultados
| Domingo, 10 de Abril | Sousa             | 1 – 0 | Treze | Sousa            |  |
| 16:00                | Maycon Rangel 94' |       |       | Estádio: Marizão |  |

| Domingo, 10 de Abril | Nacional de Patos                                            | 4 – 0 | São Paulo Crystal | Patos                    |  |
| 17:00                | Leandrinho 46' · Romarinho 57' · Pedrão 71' · Du Paraíba 80' |       |                   | Estádio: José Cavalcanti |  |

| Quarta-feira, 20 de Abril | Nacional de Patos                            | 3 – 1 | Botafogo-PB          | Patos                    |  |
| 20:15                     | Dindê 1' · Felipe Araújo 17' · Romarinho 71' |       | 46' Gustavo Coutinho | Estádio: José Cavalcanti |  |

| Terça-Feira, 26 de Abril | Botafogo-PB                                            | 3 – 0 | Nacional de Patos | João Pessoa       |  |
| 20:15                    | Alan Grafite 16' · Bruno Ré 50' · Gustavo Coutinho 55' |       |                   | Estádio: Almeidão |  |

| Quarta-feira, 20 de Abril | Sousa | 0 – 1 | Campinense | Sousa            |  |
| 20:15                     |       |       | 16' Dione  | Estádio: Marizão |  |

| Quarta-feira, 27 de Abril | Campinense        | 1 – 1 | Sousa               | Campina Grande  |  |
| 20:15                     | Luiz Fernando 35' |       | Otacílio Marcos 71' | Estádio: Amigão |  |

| Sábado, 14 de maio | Botafogo-PB    | 1 – 2 | Campinense             | João Pessoa       |  |
| 16:00              | Alessandro 65' |       | Otávio 70' · Dione 78' | Estádio: Almeidão |  |

| Sábado, 21 de maio | Campinense | 1 – 0 | Botafogo-PB | Campina Grande  |  |
| 16:00              | Otávio 68' |       |             | Estádio: Amigão |  |

## Premiação
| Campeonato Paraibano de 2022 - Primeira Divisão |
| Campina Grande                                  |
| ----------------------------------------------- |
| Campinense Bicampeão (22.º título)              |

## Classificação Final
| Pos | Grp | Equipe                | Pts | J  | V  | E | D | GP | GC | SG  | Classificação ou descenso                                      |
| --- | --- | --------------------- | --- | -- | -- | - | - | -- | -- | --- | -------------------------------------------------------------- |
| 1   | B   | Campinense            | 32  | 12 | 10 | 2 | 0 | 27 | 6  | +21 | Classificados para a Copa do Nordeste e Copa do Brasil de 2023 |
| 2   | A   | Botafogo-PB           | 20  | 12 | 6  | 2 | 4 | 22 | 12 | +10 | Classificados para a Copa do Nordeste e Copa do Brasil de 2023 |
| 3   | A   | Sousa                 | 21  | 11 | 6  | 3 | 2 | 15 | 5  | +10 | Classificado para a Copa do Nordeste e Série D 2023            |
| 4   | B   | Nacional de Patos     | 19  | 11 | 6  | 1 | 4 | 27 | 19 | +8  | Classificado para a Série D 2023                               |
| 5   | B   | Treze                 | 12  | 9  | 3  | 3 | 3 | 17 | 9  | +8  |                                                                |
| 6   | A   | São Paulo Crystal     | 10  | 9  | 2  | 4 | 3 | 7  | 13 | −6  |                                                                |
| 7   | A   | Auto Esporte-PB       | 8   | 8  | 2  | 2 | 4 | 5  | 12 | −7  |                                                                |
| 8   | B   | CSP                   | 7   | 8  | 2  | 1 | 5 | 16 | 17 | −1  |                                                                |
| 9   | B   | Sport-PB              | 3   | 8  | 1  | 0 | 7 | 3  | 33 | −30 | Rebaixados à Segunda Divisão                                   |
| 10  | A   | Atlético Cajazeirense | 2   | 8  | 0  | 2 | 6 | 2  | 15 | −13 | Rebaixados à Segunda Divisão                                   |

## Técnicos
| Equipe                 | Técnico                                                                                                   |
| ---------------------- | --- |
| Atlético de Cajazeiras | Jaelson Marcelino (1ª—3ª) Jazon Vieira (5ª—7ª) Stefferson Bruno (8ª, primeira fase)                       |
| Auto Esporte           | Jazon Vieira (1ª—4ª) Reginaldo Souza (5ª—8ª, primeira fase)                                               |
| Botafogo               | Gerson Gusmão (1ª—final)                                                                                  |
| Campinense             | Ranielle Ribeiro (1ª—final)                                                                               |
| CSP                    | Josivaldo Alves (1ª—8ª, primeira fase)                                                                    |
| Nacional               | Reinaldo Oliveira (pré-temporada) Mirandinha (pré-temporada) Delany Santos (1ª) Lamar Lima (2ª—semifinal) |
| São Paulo Crystal      | Éderson Araújo (1ª—quartas de final)                                                                      |
| Sousa                  | Tardelly Abrantes (1ª—semifinal)                                                                          |
| Sport Lagoa Seca       | Betão Caitano (1ª—8ª) Leonildo Dias (9ª, primeira fase)                                                   |
| Treze                  | Flávio Barros (pré-temporada) Suélio Lacerda (1ª—6ª) Marcelinho Paraíba (7ª—quartas de final)             |

### Mudanças de Técnicos
| Clube                 | Antecessor        | Motivo     | Data            | Última partida                                | Rod | Pos    | Sucessor           | Ref.  |
| --------------------- | ----------------- | ---------- | --------------- | --------------------------------------------- | --- | ------ | ------------------ | ----- |
| Nacional de Patos     | Reinaldo Oliveira | Demitido   | 27 de janeiro   |                                               |     |        | Mirandinha         | [ 4 ] |
| Treze                 | Flávio Barros     | Demitido   | 31 de janeiro   |                                               |     |        | Suélio Lacerda     | [ 5 ] |
| Nacional de Patos     | Mirandinha        | Demitido   | 2 de fevereiro  |                                               |     |        | Delany Santos      |       |
| Nacional de Patos     | Delany Santos     | Remanejado | 15 de fevereiro | Campinense 3 x 0 Nacional de Patos            | 1ª  | 4º - B | Lamar Lima         | [ 6 ] |
| Auto Esporte-PB       | Jazon Vieira      | Demitido   | 19 de fevereiro | Auto Esporte-PB 0 x 1 São Paulo Crystal       | 4ª  | 4º - A | Reginaldo Souza    |       |
| Atlético Cajazeirense | Jaelson Marcelino | Demitido   | 21 de fevereiro | São Paulo Crystal 2 x 1 Atlético Cajazeirense | 5ª  | 5º - A | Jazon Vieira       |       |
| Treze                 | Suélio Lacerda    | Demitido   | 11 de março     | Treze 1 x 1 Nacional de Patos                 | 6ª  | 3º - B | Marcelinho Paraíba | [ 7 ] |
| Atlético Cajazeirense | Jazon Vieira      | Demitido   | 15 de Março     | Atlético Cajazeirense 0 x 2 Sousa             | 7ª  | 5º - A | Stefferson Bruno   |       |
| Sport-PB              | Betão Caitano     | Demitido   | 28 de Março     | Campinense 5 x 0 Sport-PB                     | 8ª  | 5º - B | Linoaldo Dias      |       |

## Artilharia
Encerrado em 21 de Maio de 2022
| Gols | Jogador                                    | Time                  |
| ---- | ------------------------------------------ | --------------------- |
| 11   | Olávio                                     | Campinense            |
| 8    | Pedrão                                     | Nacional de Patos     |
| 7    | Gustavo Coutinho                           | Botafogo-PB           |
| 5    | Dione                                      | Campinense            |
| 5    | Romarinho                                  | Nacional de Patos     |
| 5    | Carlinhos                                  | Treze                 |
| 4    | Júnior Mandacaru                           | CSP                   |
| 4    | Arthur                                     | Sousa                 |
| 3    | Vinícius                                   | Auto Esporte-PB       |
| 3    | Esquerdinha                                | Botafogo-PB           |
| 3    | Felipe                                     | Nacional de Patos     |
| 3    | Anselmo                                    | São Paulo Crystal     |
| 3    | Jó Boy                                     | Sousa                 |
| 2    | Tata Baiano                                | Atlético Cajazeirense |
| 2    | Leílson Alessandro                         | Botafogo-PB           |
| 2    | Cláudio                                    | Campinense            |
| 2    | Gilmar Pitimbu Mano Walter Giovany         | CSP                   |
| 2    | Leandrinho Du Paraíba Dindê                | Nacional de Patos     |
| 2    | Renan Henrique                             | São Paulo Crystal     |
| 2    | Maycon Rangel                              | Sousa                 |
| 2    | Raphael Augusto Everton Kanela Diego Souza | Treze                 |
| 1    | Júlio Igor Lins                            | Auto Esporte-PB       |

| Gols | Jogador                                               | Time              |
| ---- | ----------------------------------------------------- | ----------------- |
| 1    | Bruno Ré Gabriel Yanno Gabriel Piu Erick Alan Grafite | Botafogo-PB       |
| 1    | Michel Bennech Emerson Hugo Freitas Pedro Vitor       | Campinense        |
| 1    | Robinho Fábio Valdenilson Emerson Kiko Betinho        | CSP               |
| 1    | Gabriel Arthurzinho Clayton Maycon Felipe Araújo      | Nacional de Patos |
| 1    | Vitor Maílson                                         | São Paulo Crystal |
| 1    | Daniel Costa Esquerdinha Iranilson Doda               | Sousa             |
| 1    | Felipe Ramos Luis Eduardo Brendo                      | Sport-PB          |
| 1    | Felipe Augusto Ramonzin Douglas Állefe Jeffinho       | Treze             |

| Gols-contra | Gols-contra    | Gols-contra       | Gols-contra |
| Gols        | Jogador        | Time              | A favor de  |
| ----------- | -------------- | ----------------- | ----------- |
| 1           | Gilmar Pitimbu | CSP               | Treze       |
| 1           | Nunes          | São Paulo Crystal | Sousa       |

## Seleção do Campeonato
| Posição          | Jogador          | Clube             |
| Goleiro          | Mauro Iguatu     | Campinense        |
| Lateral-Direito  | Iranilson        | Sousa             |
| Zagueiro         | Márcio           | Nacional de Patos |
| Zagueiro         | Marcelo Duarte   | Sousa             |
| Lateral-Esquerdo | Émerson          | Campinense        |
| Volante          | Magno            | Campinense        |
| Volante          | Pablo            | Botafogo-PB       |
| Meia             | Dione            | Campinense        |
| Meia             | Felipe Araújo    | Nacional de Patos |
| Atacante         | Olávio           | Campinense        |
| Atacante         | Gustavo Coutinho | Botafogo-PB       |
| ---------------- | ---------------- | ----------------- |

Prêmios
- Técnico: Ranielle Ribeiro (Campinense) 
 Lamar Lima (Nacional de Patos)
- Artilheiro: Olávio (Campinense)
- Craque do Campeonato: Dione (Campinense)
- Árbitra: Ruthyanna Camila
- Revelação: Pedrão (Nacional de Patos)